# Región de Tōyo
La región de Toyo (東予地方 Tōyo-chihō?) es una de las regiones en que se subdivide la prefectura de Ehime, y corresponde a su porción oriental. Actualmente está conformada por las ciudades de Shikokuchuo, Niihama, Saijo e Imabari; y el pueblo de Kamijima del distrito de Ochi.

Ubicación de la región de Toyo en la prefectura de Ehime.